# Chimère (Ernst)
Pour les articles homonymes, voir Chimère.
Chimère est un tableau du peintre allemand Max Ernst réalisé en 1928. Cette huile sur toile surréaliste représente une créature chimérique constituée par la superposition sur un fond noir de deux oiseaux, l'un brun orangé et l'autre bleu ciel. Autrefois partie de la collection d'André Breton, l'œuvre est conservée, depuis son achat en 1983, au musée national d'Art moderne, à Paris, en France.